# Vallelonga
Vallelonga é uma comuna italiana da região da Calábria, província de Vibo Valentia, com cerca de 708 habitantes. Estende-se por uma área de 17 km², tendo uma densidade populacional de 42 hab/km². Faz fronteira com Filogaso, San Nicola da Crissa, Simbario, Torre di Ruggiero (CZ), Vazzano.

## Demografia
| Variação demográfica do município entre 1861 e 2011                               |
|                                                                                   |
| Fonte: Istituto Nazionale di Statistica (ISTAT) - Elaboração gráfica da Wikipedia |